# CSI: 사이버
《CSI: 사이버》(영어: CSI: Cyber)는 2015년 3월 4일부터 2016년 3월 13일까지 CBS에서 방영된 드라마로, CSI의 3번째 스핀오프이다.